# Alfred Emmerlich
Alfred Emmerlich (* 10. Mai 1928 in Osnabrück; † 31. März 2017) war ein deutscher Jurist und Politiker (SPD).

## Leben und Beruf
Nach dem Besuch der Mittelschule und der Lehrerbildungsanstalt wurde Emmerlich im November 1944 zur Kriegsmarine eingezogen und nahm als Soldat am Zweiten Weltkrieg teil. Er legte 1949 sein Abitur ab und nahm anschließend ein Studium der Rechtswissenschaft auf, das er 1957 mit dem zweiten juristischen Staatsexamen sowie mit der Promotion zum Dr. jur. beendete.
Emmerlich trat 1957 als Gerichtsassessor in den niedersächsischen Justizdienst ein, wurde 1962 Landgerichtsrat in Osnabrück und 1970 Oberlandesgerichtsrat in Oldenburg. 1972 wurde er ans Landgericht Osnabrück berufen. Diese Stelle trat er aber nicht mehr an, da er im selben Jahr in den Bundestag gewählt wurde. 
Nach seinem Ausscheiden aus dem Bundestag beabsichtigte Emmerlich eine Kandidatur für das Amt des Oberbürgermeisters von Osnabrück, unterlag aber in einer Kampfabstimmung seinem Parteifreund Hans-Jürgen Fip. Später arbeitete er als Rechtsanwalt in Osnabrück.

## Abgeordneter
Emmerlich wurde bei der Bundestagswahl 1972 in den Deutschen Bundestag gewählt, dem er bis 1990 angehörte. Er vertrat von 1972 bis 1976 sowie von 1980 bis 1983 den Wahlkreis Osnabrück im Parlament. Von 1976 bis 1980 sowie von 1983 bis 1990 war er über die Landesliste Niedersachsen in den Bundestag eingezogen. Von 1976 bis zum 22. Mai 1977 war er stellvertretender Vorsitzender des Rechtsausschusses. 1983 wurde er zum stellvertretenden Vorsitzenden der SPD-Bundestagsfraktion gewählt. Zudem war er Mitglied im Rechtsausschuss.